# Alain Moyne-Bressand

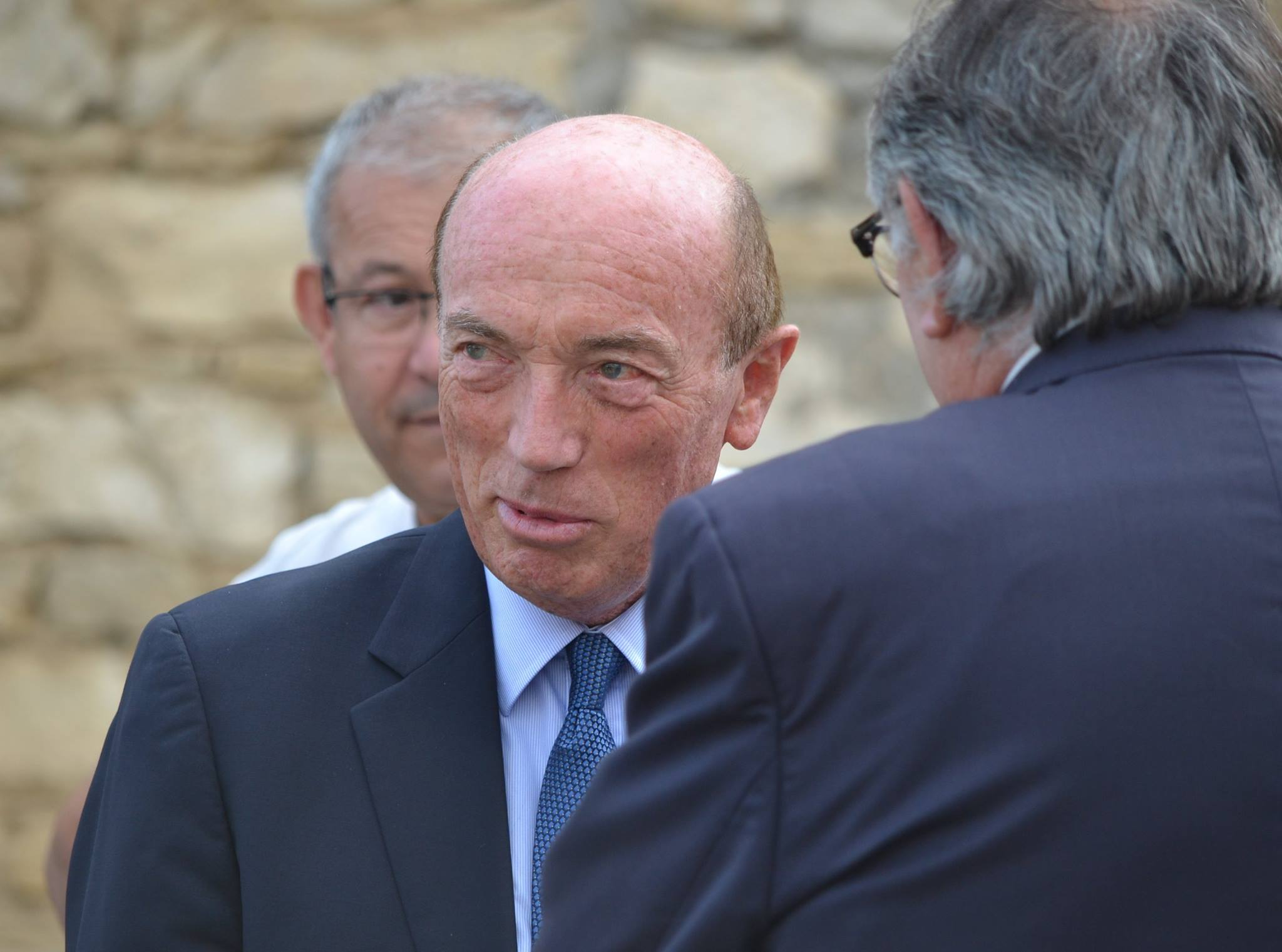
Alain Moyne-Bressand

Alain Moyne-Bressand (* 30. Juli 1945 in Bourgoin-Jallieu) ist ein französischer Politiker der Partei Les Républicains.

## Leben
Vom 14. März 1971 bis zum 5. März 1983 war er Bürgermeister von Soleymieu. Moyne-Bressand ist seit dem 23. Juni 1988 Abgeordneter in der Nationalversammlung. Seit 1988 ist er Bürgermeister von Crémieu.